# Communauté de communes de la Région des Riceys
La Communauté de communes de la Région des Riceys est une ancienne communauté de communes française, située dans le département de l'Aube et la région Grand Est

## Historique
La communauté de communes de la Région des Riceys a été créée le 1er janvier 2010.
Elle fusionne avec les communautés de communes Communauté de communes de l'Arce et de l'Ource et du Barséquanais pour former la communauté de communes du Barséquanais en Champagne au 1er janvier 2017.

## Composition
Elle était composée des communes suivantes :
| Nom                 | Code Insee | Gentilé             | Superficie (km2) | Population (dernière pop. légale) | Densité (hab./km2) |
| ------------------- | ---------- | ------------------- | ---------------- | --------------------------------- | ------------------ |
| Les Riceys (siège)  | 10317      | Ricetons            | 42,93            | 1 289 (2014)                      | 30                 |
| Arrelles            | 10009      | Arrellois           | 14,36            | 85 (2014)                         | 5,9                |
| Avirey-Lingey       | 10022      | Arivey-Lingeois     | 17,85            | 216 (2014)                        | 12                 |
| Bagneux-la-Fosse    | 10025      | Bagnolais           | 22,93            | 169 (2014)                        | 7,4                |
| Balnot-sur-Laignes  | 10029      | Balnotiers          | 10,13            | 157 (2014)                        | 15                 |
| Bragelogne-Beauvoir | 10058      | Doubet-Talibautiers | 23,39            | 247 (2014)                        | 11                 |
| Channes             | 10079      | Channois            | 14,26            | 113 (2014)                        | 7,9                |

## Sources
- Le SPLAF (Site sur la Population et les Limites Administratives de la France)
- La population au 1er janvier 2008 des territoires de Champagne-Ardenne